# شیرایه (رشت)
شیرایه، روستایی است از توابع بخش کوچصفهان شهرستان رشت در استان گیلان ایران.

## جمعیت
این روستا در دهستان کنارسر قرار دارد و براساس سرشماری مرکز آمار ایران در سال ۱۳۸۵، جمعیت آن ۹۹۰ نفر (۲۹۲خانوار) بوده‌است.به دوقسمت شیرایه بالاوپایین تقسیم شده است که هرقسمت داری یک مسجدوقبرستان ومدرسه میباشد.شغل مردم عمدتاکشاورزی است .